# Genista linifolia
Genista linifolia är en ärtväxtart som beskrevs av Carl von Linné. Genista linifolia ingår i släktet ginster, och familjen ärtväxter. Inga underarter finns listade i Catalogue of Life.

## Bildgalleri

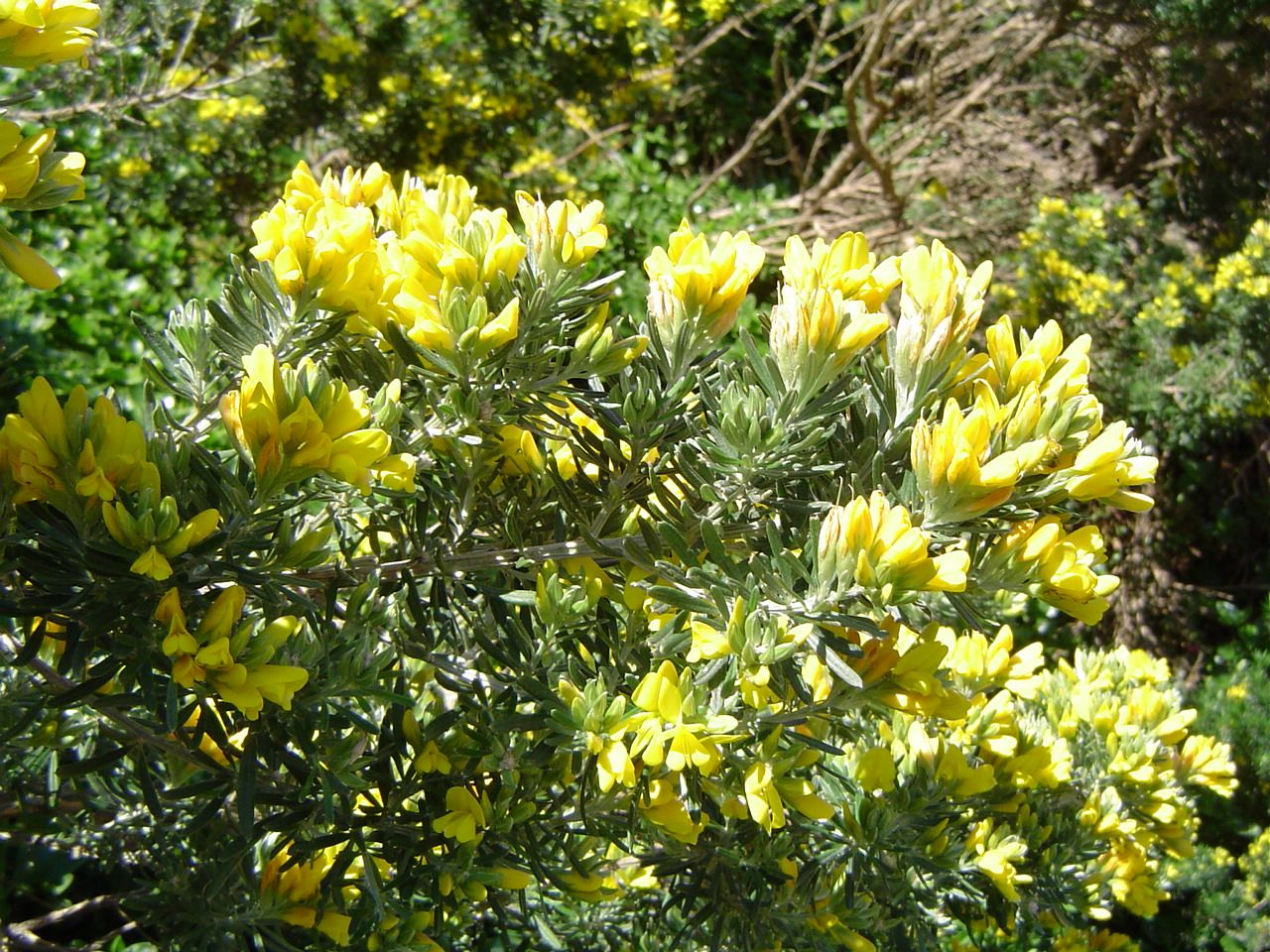
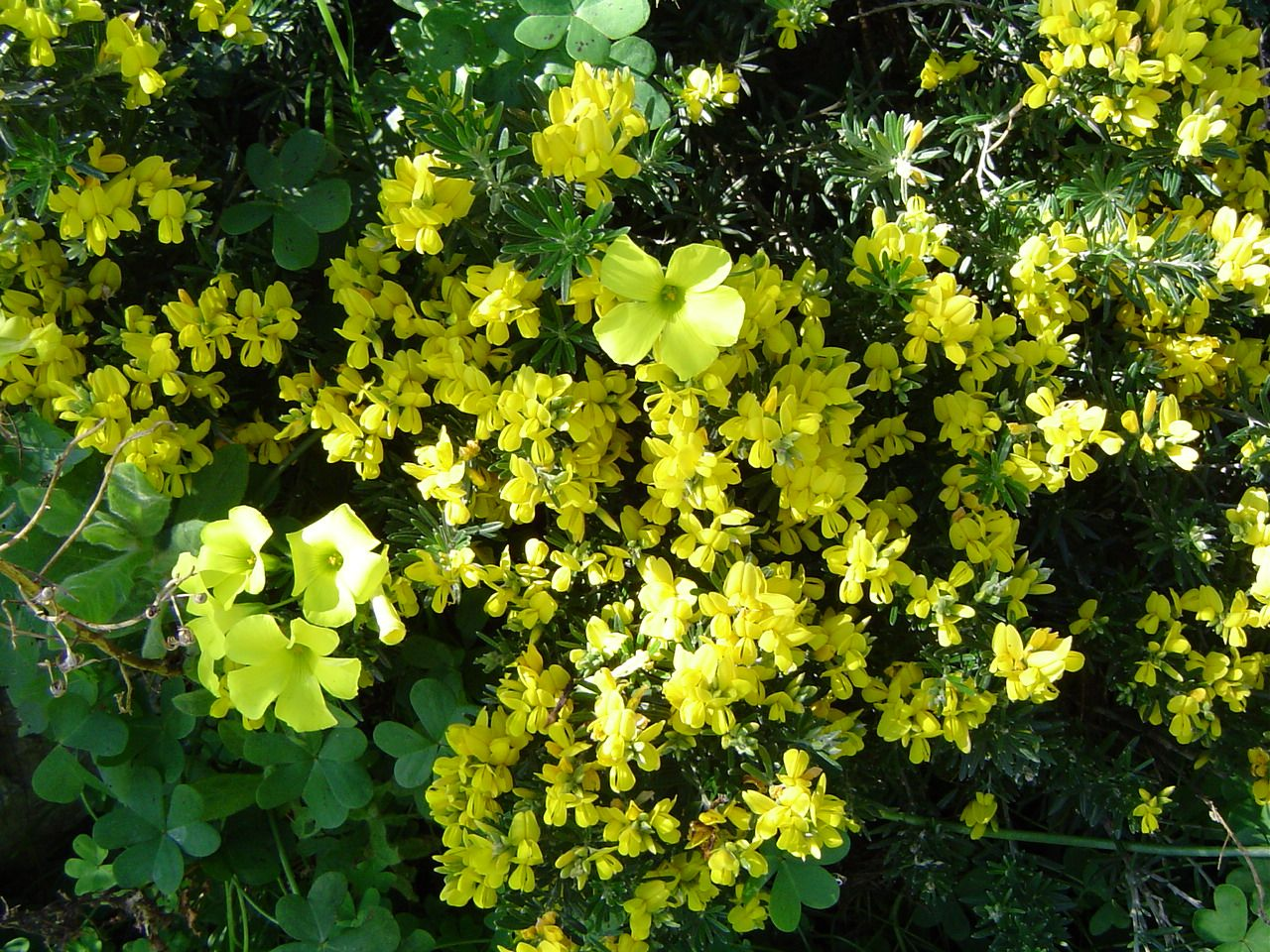
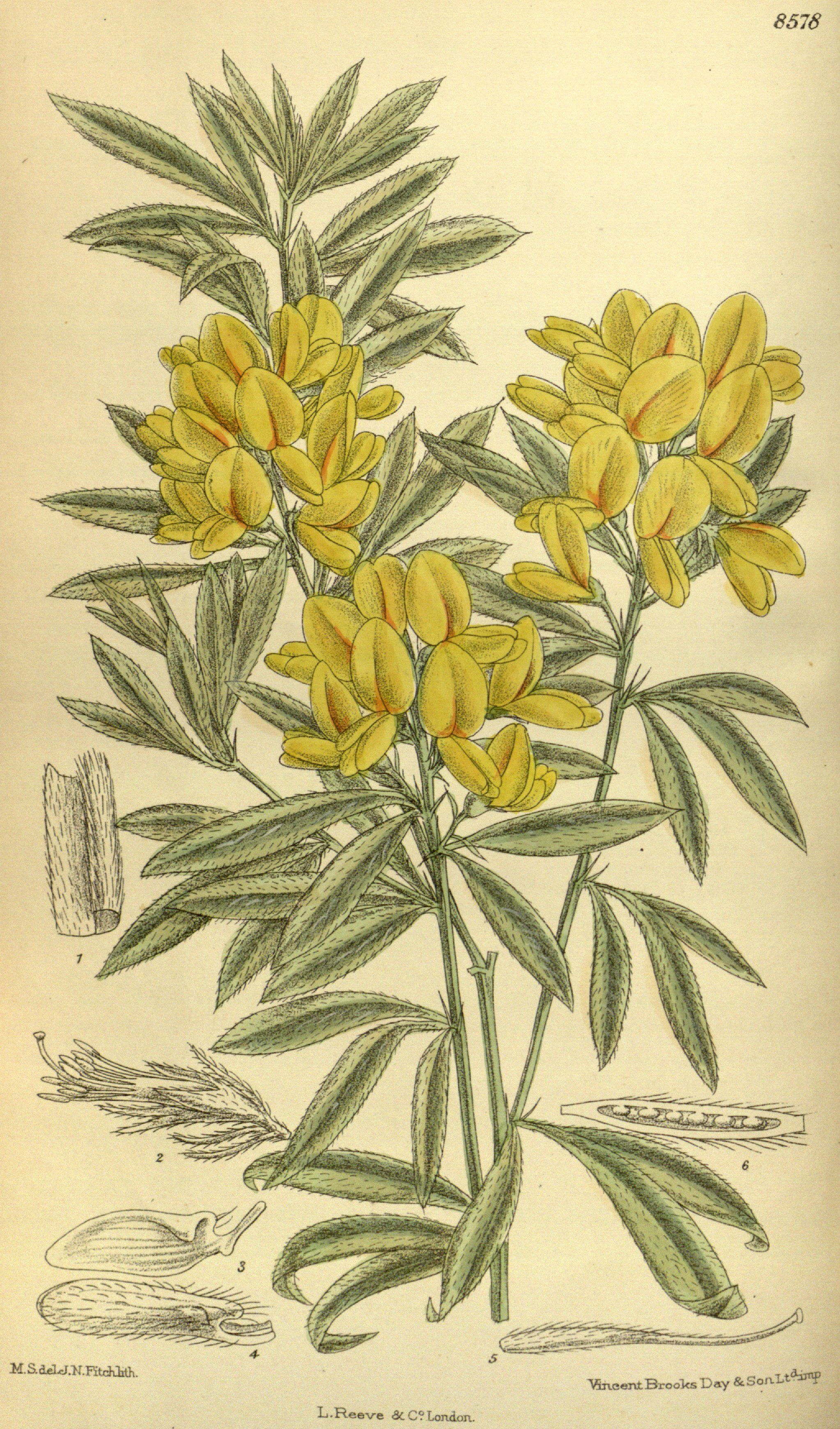
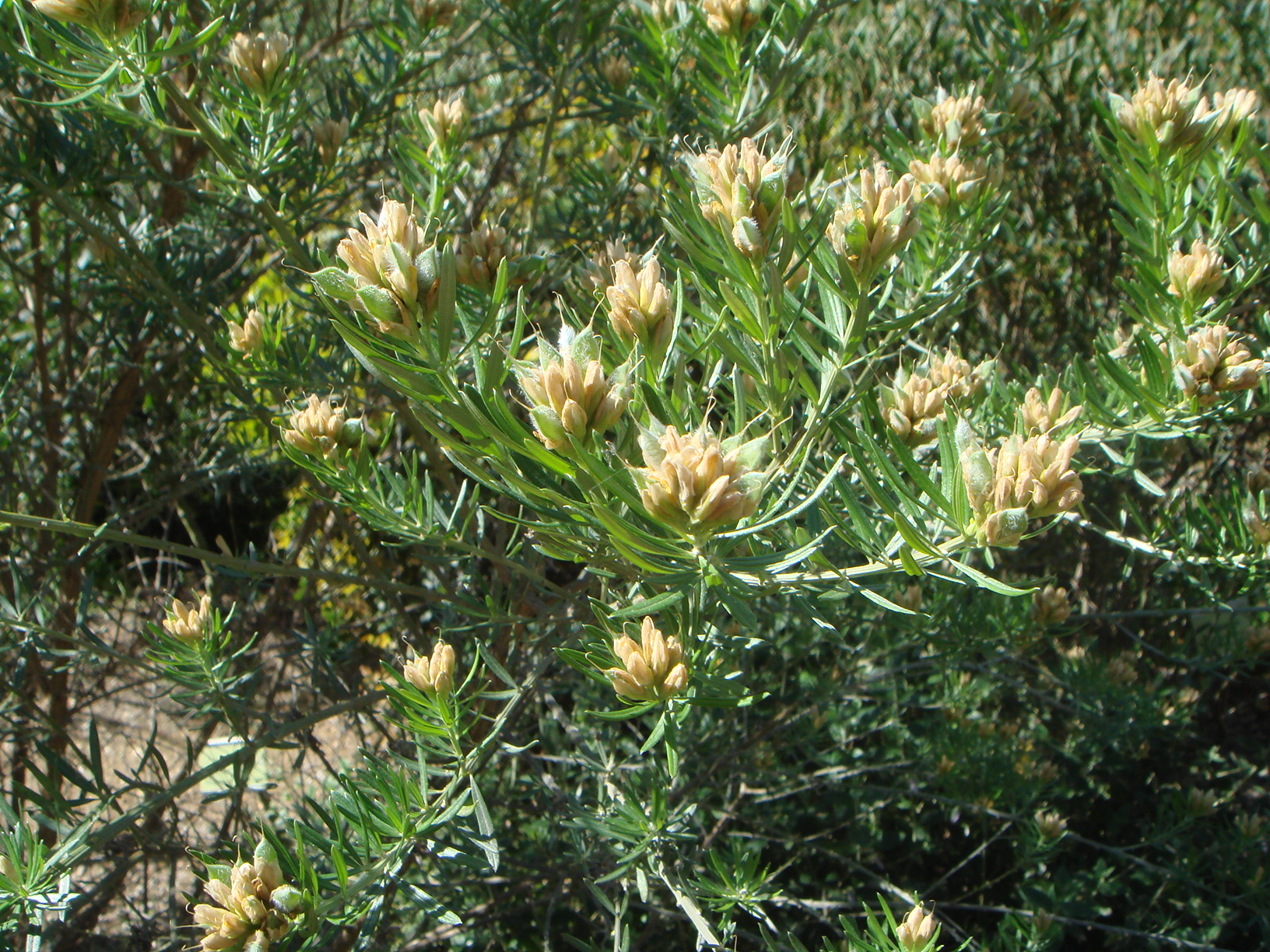
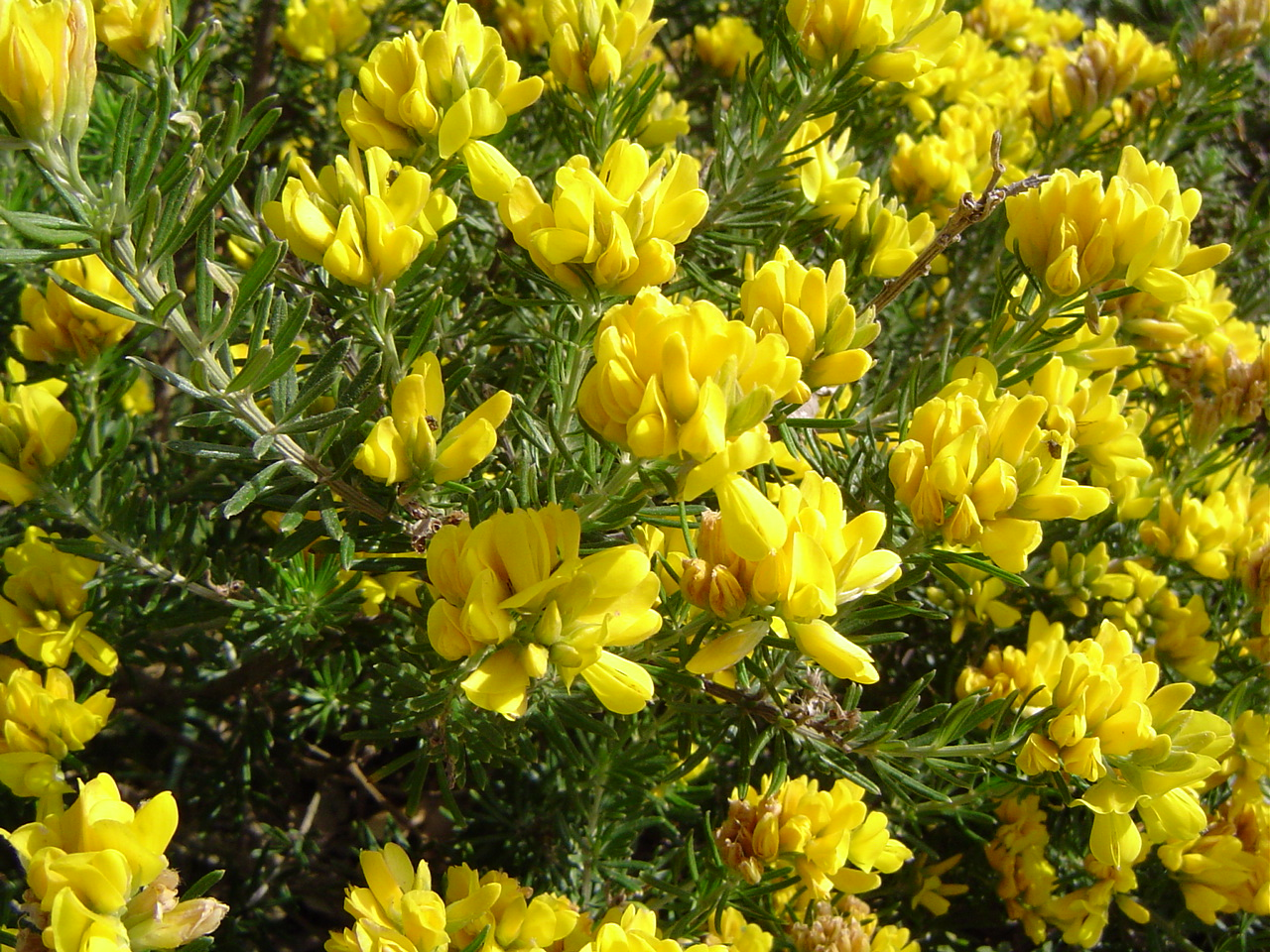
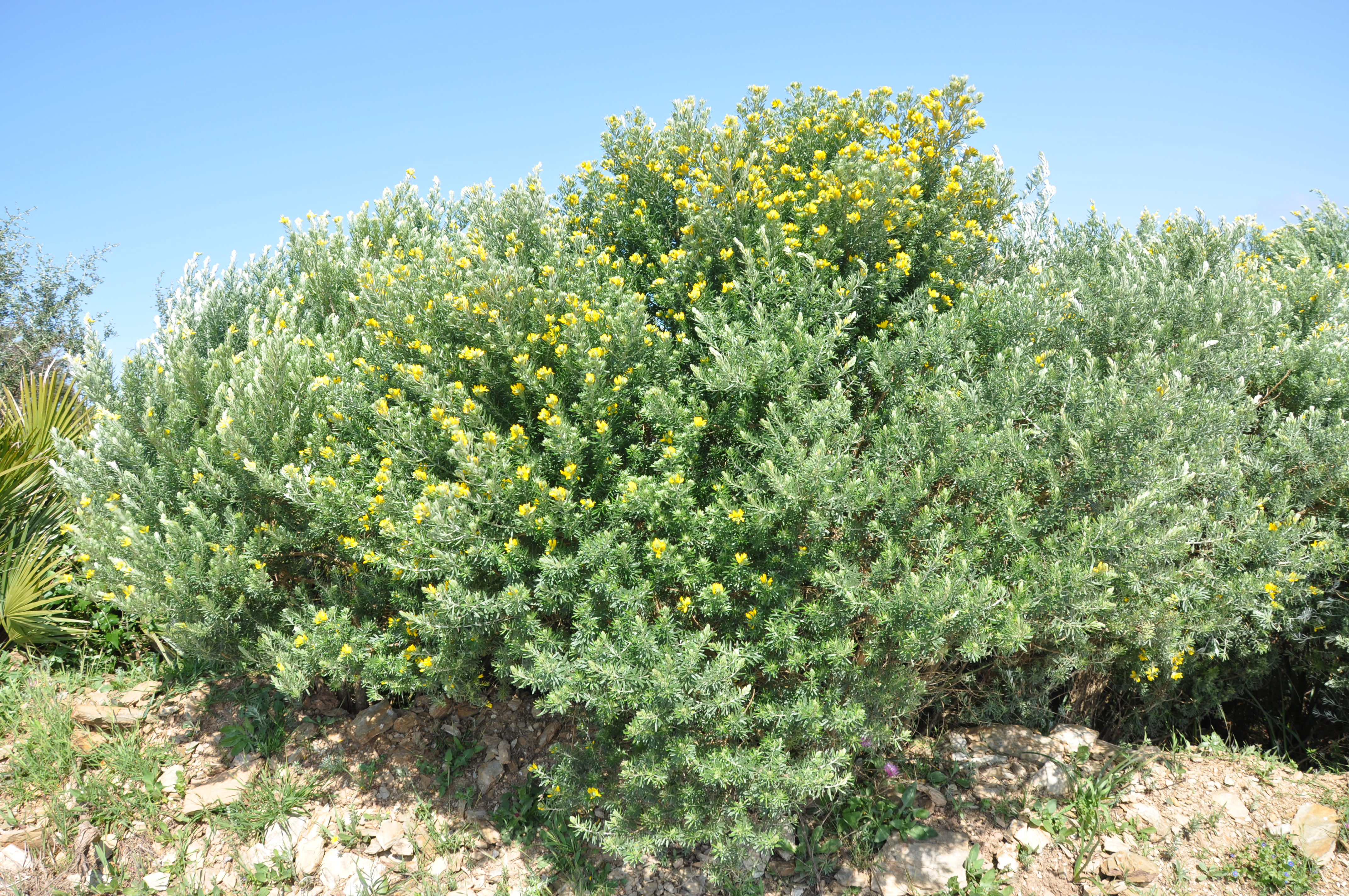